# Runor Sandström
John Runor Sandström (Solna, 2 giugno 1909 – Boo, 8 marzo 1985) è stato un pallanuotista svedese che ha partecipato alle Olimpiadi di Berlino 1936, giocando 3 partite.